# Hilde Absalon
Hildegard Absalon (* 1935 in Bozen; † 18. Februar 2017 in Wien) war eine österreichische Künstlerin. Hildegard Absalon begann in den 1980er Jahren nahezu fotorealistische Gobelins zu weben. Anfangs setzte sie Entwürfe von Friedensreich Hundertwasser, Maria Lassnig und Günter Brus um; später realisierte sie über 30 Jahre nur mehr eigene Entwürfe. Absalon lehrte an der Hochschule für Angewandte Kunst Wien.

## Ausbildung
Hildegard Absalon besuchte die Wiener Textilfachschule zur selben Zeit wie Valie Export.  An der Akademie der bildenden Künste Wien bei Albert Paris Gütersloh, wo sie später studierte, wurde auch Tapisserie unterrichtet.

## Publikationen
- Hildegard Absalon. Malen mit Fäden. Bildteppiche 1982–2000, Berlin 2002.
- Friedensreich Hundertwasser: Tapisserien, Museum für angewandte Kunst, Wien 1979.[1]
- Sepp Dreissinger: Maria Lassnig – Gespräche & Fotos, Wien 2015.[2]

## Ausstellungen
- 1975: MAGNA. Feminismus: Kunst und Kreativität, Galerie nächst St. Stephan, Wien[3]
- 1992: Die spanische Wand, Christine König Galerie, Dorotheum Wien (Gruppenausstellung)
- 2000: natura morta – still life, Niederösterreichisches Dokumentationszentrum für moderne Kunst
- 2003: Mimosen-Rosen-Herbstzeitlosen. Künstlerinnen. Positionen 1945 bis heute, Kunsthalle Krems
- 2006: Das richtige Buch. Johannes Gachnang als Verleger, Museum für angewandte Kunst, Wien[4]
- 2007: „JOJO“. Johanes ZECHNER, Johannes GACHNANG und Freunde, Galerie Chobot
- 2009: Common History and Its Private Stories. Geschichte und Geschichten, MUSA[5]
- 2011: Female in progress, Grünspan – Plattform für Kunst und Kultur im Drautal[6]

## Film
- Hilde. Maria Lassnig, 1972–1976, 5 min.[7]